# Swinging Popsicle
스윙잉 팝시클(Swinging Popsicle)은 일본의 혼성 3인조 밴드이다. 1995년 결성되어 1997년 소니 레코드를 통해 데뷔했다.

## 음반 목록

### 정규 음반
1. Swinging Popsicle (1998년)
2. Fennec! (2000년)
3. 라쿠엔슈기 swinging of eden[TOKYO STYLE] (2002년)
4. transit (2004년)
5. Go on (2007년)
6. LOUD CUT (2009년)

### 컴필레이션 음반
1. Orange, Change, Wild Sweet (2005년) 한국에만 발매

### 참가 음반
1. TRIBUTE TO FLIPPER'S GUITAR ~FRIENDS AGAIN~ (2003년)
9. COFFEE-MILK CRAZY